# 도무도무 버거

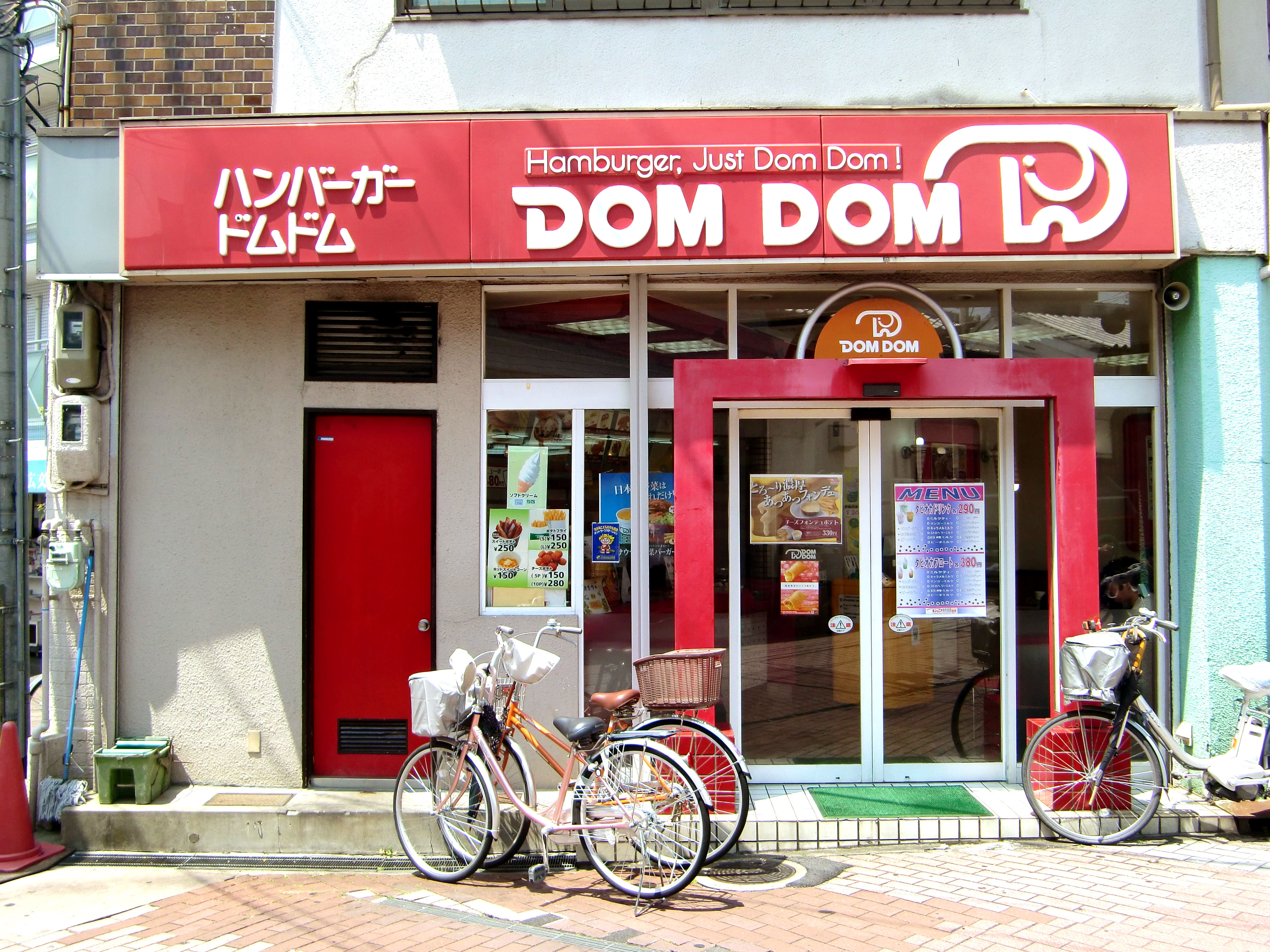
이바라키시에 있는 도무도무 버거

도무도무 버거(DOMDOM, 일본어: ドムドムハンバーガー)는 일본의 햄버거 체인점이다. 1970년에 개업했으며, 일본 최초의 패스트 푸드 체인점으로 알려져있다.